# Исчезнувшие населённые пункты Оренбургской области
Исчезнувшие населённые пункты Оренбургской области — перечень прекративших существование населённых пунктов на территории Оренбургской области.
В силу разных причин они были покинуты жителями, или включены в состав других населённых пунктов.
- 1939 год

Указом Президиума Верховного Совета РСФСР от 8 апреля 1939 года рабочий посёлок — разъезд Медный Кувандыкского района был преобразован в город Медногорск с включением в его черту рабочих посёлков Никитино и Ракитянка и выделением в самостоятельную административно-хозяйственную единицу с непосредственным подчинением облисполкому
- 1940 год

Указом Президиума Верховного Совета РСФСР от 16 июня 1940 года в городскую черту города Бугуруслана вошли посёлок при станции Бугуруслан и село Александровка.
- 1959 год

Указом Президиума Верховного Совета РСФСР от 1 июня 1959 года расширена городская черта Оренбурга с включением в неё рабочего посёлка Берды, населённых пунктов Бердские выселки, Кушкуль и посёлков Нефтемаслозавода, опытного поля, территориального управления продрезервов, разъезда 201 км, будки 13 км и межрайонных мастерских
- 1965 год

Указом Президиума Верховного Совета РСФСР от 11 октября 1965 года в городскую черту города Оренбурга включены село Пугачи и посёлок Меновой двор Оренбургского района
- 1974 год

Указом Президиума Верховного Совета СССР от 31 июля 1974 года в состав г. Оренбурга включена территория с. Карачи Оренбургского района
- 1989 год

Указом Президиума Верховного Совета РСФСР от 31 октября 1989 года посёлок Строителей Ивановского сельсовета Оренбургского районам включён в состав Оренбурга
- 1996 год

Решением Законодательного собрания Оренбургской области от 4 октября 1996 года включены: в состав города Гая — посёлок Калиновка; города Медногорска — посёлки Блявтамак, Ракитянка, села Блява, Идельбаево, Кидрясово, Рысаево, железнодорожная станция Блява; города Новотороицка — посёлки Аккерманова, Старая Аккерманова, Крык-Пшак, Новоникольск, Новорудный, села Пригорное, Хабраное, железнодорожная станция Губерля, разъезд железнодорожный № 213а; города Оренбурга — посёлки Бердянка, Каргала, Нижнесакмарский, Самородово, Холодные Ключи, села Городище, Краснохолм, Пруды; города Орска — посёлки Мирный и Новоказачий, села Крыловка, Ора, Тукай, Ударник, Урпия
- 1997 год

Постановление Законодательного Собрания Оренбургской области от 29 октября 1997 г. исключены из учётных данных: посёлки Божедаровка Побединского сельсовета Грачевского района, Октябрьский Яфаровского сельсовета Александровского района, Павловка Верхневязовского сельсовета Бузулукского района, Утёс Комаровского сельсовета Ясненского района, сёла Терентьевка Пономаревского сельсовета Пономаревского района, Дуванка Хортицкого сельсовета Александровского района.
- 1998 год

Постановлением Законодательного Собрания Оренбургской области от 23 января 1998 года № 230/40-ПЗС упразднены:
село Красный Восток Каменского сельсовета Сакмарского района; хутор Барановский, хутора Зады Нижнегумбетовского и Благодаровский Васильевского сельсоветов Октябрьского района; село Зеленовка Преторийского сельсовета и разъезд 15 километр Родничнодольского сельсовета Переволоцкого района; разъезд 11 километр Кумакского сельсовета Новоорского района; деревню Верхнее Челяево Нижнечеляевского сельсовета, посёлки Игнашкино Яковлевского сельсовета, Ямской Стародомосейкинского сельсовета Северного района; разъезд 10 километр Новосергиевского поссовета, хутор Иваново-Тимофеевский Рыбкинского сельсовета, посёлки Байск Краснополянского и Второе Красное Хуторского сельсоветов Новосергиевского района; посёлок Метеор Семеновского сельсовета Пономаревского района; разъезды 20 километр, 4 километр Адамовского поссовета и станцию Аниховка, разъезд 10 километр Аниховского сельсовета Адамовского района; хутора Известковый, Горюн, Климовка, Молостово Губерлинского сельсовета Гайского района
Постановлением Законодательного Собрания Оренбургской области от 13 мая 1998 г.  исключены из учётных данных: сёла Булатово Пушкинского сельсовета и Алексеевка Токского сельсовета Красногвардейского района.
- 1999 год

Постановлением Законодательного Собрания Оренбургской области от 19 февраля 1999 года № 209/39-ПЗ упразднены: посёлок Ленинский Адамовского района; посёлок Богдановка, село Свечковка Акбулакского района; посёлки Бугульма, Муллангулово, Ногино-Важов, разъезд 1317-й километр Асекеевского района; сёла Садовка и Мочегай, деревни Новогородецкая и Старогородецкая, посёлки Садки и Раевка Топорино Бугурусланского района; деревня Феклинка Бузулукского района; посёлки Степной и Знаменский Оренбургского района; посёлки Аккаргинский и Ковыльный Светлинского района.
Постановлением Законодательного Собрания Оренбургской области от 30 апреля 1999 года № 266/51-ПЗС исключены из учётных данных:
пос. Карабулак Заринского сельсовета Домбаровского района, пос. Михайловка Камышсадакского сельсовета и дер. Емелькино Первомайского сельсовета Абдулинского района
- 2005 год

Законом Оренбургской области № от 28 декабря 2004 года № 1752/283-III-ОЗ (вступил в силу после официальной публикации газета «Южный Урал» от 4.02.05 г. № 26) упразднены: посёлок Калиновка, хутора Брынзозавод, Вязовка, Крутенький, Сучково Ущелье, Верхняя Сухоречка, Мокрый Дол Губерлинского сельсовета Гайского района.

Постановлением Законодательного Собрания Оренбургской области от 16 февраля упразднены: посёлки Васильковка Нижнекристальского сельсовета, Камышлинский Нижнекристальского сельсовета, Подгорный Кинзельского сельсовета Красногвардейского района
.
Законом Оренбургской области № 1927/316-III-ОЗ 9 марта 2005 года упразднены:
сёла Пасмурово Твердиловского сельсовета  Бузулукский район; Красноармейское Таналыкского сельсовета  Кваркенский район; деревни Каипово, Яковлевка Красносакмарского сельсовета и деревню Андреевка Чеботаревского сельсовета  г. Кувандык и Кувандыкский район;  село Васильевка Кузькинского сельсовета, деревню Сумкино Новоузелинского сельсовета, поселок Дружба Сарай-Гирского сельсовета Матвеевского района; село Ивановка Нижнегумбетовского сельсовета Октябрьского района; посёлок Кукино Курско-Васильевского сельсовета Северного района
- 2008 год

Законом Оренбургской области № 1974/413-IV-ОЗ от 11 марта 2008 года упразднены: поселок Баевский Октябрьского сельсовета и хутор Ягодный Краснооктябрьского сельсовета Октябрьского района; деревню Покровка Емельяновского сельсовета Матвеевского района; хутор Новоташлинский Новосимбирского сельсовета и поселок Двуречный Новоуральского сельсовета Кувандыкского района..
Законом Оренбургской области № 2542/525-IV-ОЗ от 21 октября 2008 года (газета «Южный Урал» от 22.11.2008 г., № 195): село Семеновка Преображенского сельсовета Бузулукского района; хутор Мары Адамовского поссовета Адамовского района